# 6481 Tenzing
6481 Tenzing (1988 RH2) là một tiểu hành tinh vành đai chính được phát hiện ngày 9 tháng 9 năm 1988 bởi A. Mrkos ở Klet.